# Жуйлі
Жуйлі (кит. спр. 瑞丽市, піньїнь: Ruìlì Shì) — місто-повіт у південнокитайській провінції Юньнань, Дехун-Дай-Качинська автономна префектура.

## Географія
Жуйлі розташовується у горах Гаолідун (південні хребти Гендуаншань) — висота понад 700 метрів над рівнем моря нівелює спекотний клімат низьких широт. Лежить на річці Швелі.

### Клімат
Місто знаходиться у зоні, котра характеризується океанічним кліматом субтропічних нагір'їв. Найтепліший місяць — червень із середньою температурою 25 °C (77 °F). Найхолодніший місяць — січень, із середньою температурою 13.9 °С (57 °F).
| Клімат Жуйлі            | Клімат Жуйлі | Клімат Жуйлі | Клімат Жуйлі | Клімат Жуйлі | Клімат Жуйлі | Клімат Жуйлі | Клімат Жуйлі | Клімат Жуйлі | Клімат Жуйлі | Клімат Жуйлі | Клімат Жуйлі | Клімат Жуйлі | Клімат Жуйлі |
| Показник                | Січ.         | Лют.         | Бер.         | Квіт.        | Трав.        | Черв.        | Лип.         | Серп.        | Вер.         | Жовт.        | Лист.        | Груд.        | Рік          |
| Середній максимум, °C   | 22           | 25           | 28           | 30           | 30           | 29           | 28           | 28           | 29           | 27           | 25           | 22           | 26           |
| Середня температура, °C | 14           | 16           | 20           | 23           | 24           | 25           | 25           | 25           | 24           | 22           | 19           | 15           | 21           |
| Середній мінімум, °C    | 6            | 7            | 11           | 15           | 19           | 21           | 21           | 21           | 20           | 17           | 12           | 8            | 14           |
| Норма опадів, мм        | 12           | 14           | 17           | 47           | 149          | 265          | 316          | 257          | 147          | 119          | 47           | 9            | 1399         |
| ----------------------- | ------------ | ------------ | ------------ | ------------ | ------------ | ------------ | ------------ | ------------ | ------------ | ------------ | ------------ | ------------ | ------------ |
| Джерело: Weatherbase    |              |              |              |              |              |              |              |              |              |              |              |              |              |